# 9671 Hemera
A 9671 Hemera (ideiglenes jelöléssel 1997 TU9) egy marsközeli kisbolygó. L. Šarounová fedezte fel 1997. október 5-én.